# Паве-де-Куртейль, Абель Жан Батист Мари Мишель
Абель Жан Батист Мари Мишель Паве-де-Куртейль (фр. Abel Jean Baptiste Marie Michel Pavet de Courteille; 23 июня 1821, Париж — 13 декабря 1889, Париж) — французский тюрколог.

## Биография
Родился в Париже в 1821 году.
Внучатый племянник Сильвестра де Саси. Его матерью была Софи Сильвестр (1793 — 1877).
С 1854 года — профессор турецкого языка в Коллеж-де-Франс.
С 1873 года — член Академии надписей и изящной словесности (сменив Эммануэля де Руже).
С 1887 года — член-корреспондент Петербургской Академии наук.
Он также был членом Азиатского общества. Он ввёл тюркологию в изучение языков Центральной Азии и был автором словаря восточно-тюркских языков, а также нескольких изданий и переводов с турецкого языка.
Умер в Париже в 1889 году. Паве-де-Куртейль похоронен на кладбище Пер-Лашез (44-й участок).

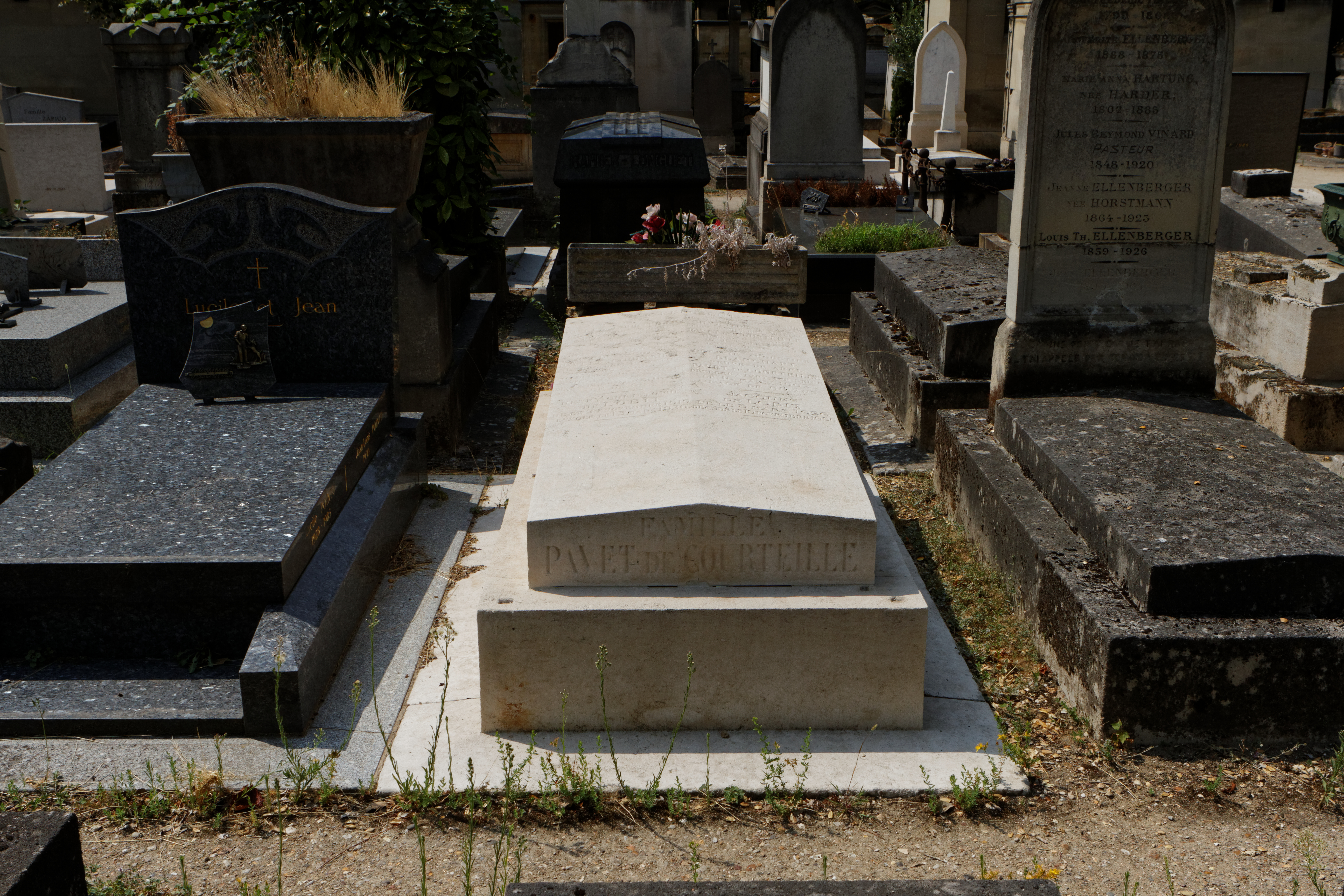
Могила Абель Жана Батиста Мари Мишеля Паве-де-Куртейля на кладбище Пер-Лашез (44-й участок) в Париже, Франция.

## Труды
- Conseils de Nabi Effendi a son fils Aboul Khair. Paris, 1857 (турецкий текст с французским переводом).
- Kemāl Pacha Zadeh. Paris, 1859.
- Les prairies d’or de Maxondi. Paris, 1861—1877.
- Dictionnaire turc-oriental. Paris, 1870 (в соавторстве с Барбье-де-Мейнаром).
- Mémoires de Baber. Paris, 1871.
- État présent de l’empire ottoman. Paris, 1876 (в соавторстве с Убичини).
- Miràdj-Nàmeh. Paris, 1882 (уйгурский текст с французским переводом).
- Tezkerch-i-evliâ. Le mémorial des saints. Paris, 1889—1890 (уйгурский текст с французским переводом).